# أولاد اجانة (رأس الواد)
أولاد اجانة هي إحدى مشيخات المملكة المغربية، تتبع جغرافيا لإقليم تاونات وإداريًا لرأس الواد. يقدر عدد سكانها بـ 6949 نسمة حسب الإحصاء الرسمي للسكان والسكنى لسنة 2004.